# Piotr Baranovski
Pour les articles homonymes, voir Baranovski.
Piotr Dmitrievitch Baranovski (en russe : Пётр Дми́триевич Барано́вский ; 28 janvier 1892 (9 février dans le calendrier grégorien) — 12 juin 1984) est un architecte russe puis soviétique, restaurateur de monuments anciens. Il est le créateur du musée de Kolomenskoïe, du Musée central de la culture et de la peinture russe ancienne Andreï Roublev au monastère Andronikov,. Il est considéré (par certains publicistes mais sans arguments péremptoires) comme celui qui a sauvé de la destruction par le pouvoir soviétique la cathédrale Saint-Basile-le-Bienheureux de Moscou.

## Début d'activité
Baranovski provient d'une famille de paysans de Dorogobouj. Il termine sa formation d'ingénieur à Moscou en 1912, et obtient son diplôme en matière de génie civil et la médaille de la Société impériale d'archéologie pour la restauration du Monastère de la Sainte-Trinité-de-Boldine dans le Gouvernement de Smolensk. Après une période de travail aux chemins de fer et dans la construction industrielle, au début de la Première Guerre mondiale, il entre à l'armée comme ingénieur. En 1918, il obtient un second diplôme en histoire de l'art et devient professeur à l'Université d'État de Moscou. La même année, il dirige la restauration du Monastère de la Transfiguration du Sauveur, de l'église saints Pierre et Paul et du Palais du métropolite de Iaroslavl. Cette ville avait fort souffert des combats durant l'Insurrection de 1918.
En 1921, il organise sa première expédition (il en réalisera une dizaine) dans le Grand Nord russe. Durant sa vie il a réalisé des centaines de restaurations d'édifices d'architecture populaire sur un territoire s'étendant de la Mer Blanche à l'Azerbaïdjan.
À la fin des années 1920, alors que les mouvements antireligieux battent leur plein en Russie, Baranovski restaure la Cathédrale Notre-Dame-de-Kazan de Moscou sur la Place Rouge à Moscou (fermé en 1918, l'édifice se dégrade rapidement. Son principe de restauration — le rétablissement de l'apparence initiale par la destruction des ajouts tardifs et les superpositions — était perçu avec beaucoup d'hostilité. Mais c'était le seul moyen à l'époque pour sauver le bâtiment de la démolition immédiate par le pouvoir soviétique.

## Musée de Kolomenskoïe

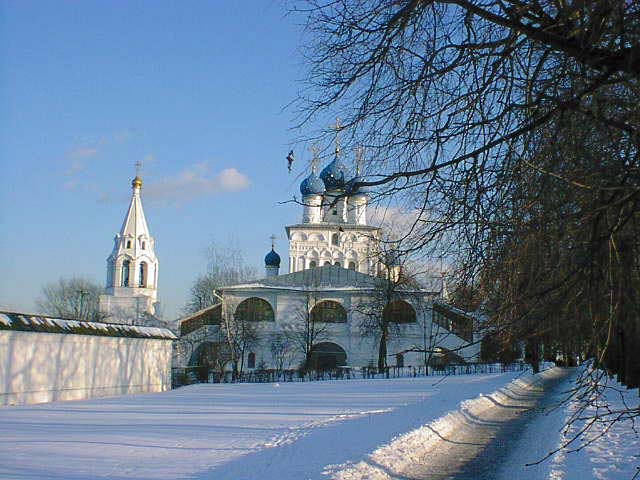
Dans le parc de Kolomenskoïe

En 1924, Baranovski crée le musée d'art populaire de Kolomenskoïe, dont il devient le premier directeur. De 1927 à 1933, il recherche et amène à Kolomenskoïe des édifices d'architecture en bois : la maison de Pierre Ier le Grand construite pour le Tsar en 1702, la tour Mokhovaïa de Soumski Posad (en Carélie), dépendance d'une ferme . Du village de Préobrajenskoe, près de Moscou, il ramène une liste avec l'état des monuments et les restaure ensuite en leur enlevant les ajouts tardifs. À Kolomenskoïe encore, il crée sa propre école scientifique de restauration.

## Musée de Boldine et arrestation
Par la nature de ses activités, Baranovski devait décrire les édifices religieux dont le pouvoir décidait de la démolition. Parmi ceux-ci, le Monastère Tchoudov (en), dans l'enceinte du Kremlin de Moscou, qu'il fut le dernier à visiter, avant sa destruction en 1929. Il n'eut le temps d'en sortir que les reliques du métropolite Alexis de Kiev puis de Moscou.
Le moyen le plus fiable pour sauver de la destruction une église sur décision du pouvoir soviétique était à l'époque de parvenir à l'organiser en Musée. C'est ce que Baranovski parvient à faire en 1923 pour le Monastère de la Sainte-Trinité-de-Boldine en obtenant pour celui-ci le statut de filiale de musée. Lui et ses assistants, réunissent les pièces se trouvant dans des monastères voisins désaffectés, et les installent au monastère de Boldine. Finalement, se trouvent rassemblées au monastère de Boldine les pièces détruites (mais en partie restaurées par la suite grâce à Baranovski) qui concernent la région entre la frontière russo-lituanienne et le haut-Dniepr. Comprenant la précarité de ses récupérations, Baranovski engage un photographe, (petit-fils homonyme de l'historien Mikhaïl Pogodine), pour créer une documentation photographique des collections du monastère (1928—1929).
Mais le musée est détruit en 1929. Les collections, et la plupart des photographies de Pogodine, sont enlevées . (Quant aux bâtiments ils seront démolis par les Allemands en 1943 pour se venger de la résistance de la population locale à leur occupation). En janvier 1930, le directeur du musée du monastère de Boldine est arrêté (Semion Bouzanov, mort dans un camp), ses collaborateurs s'enfuient ou sont chassés comme « ennemis de la classe populaire ».
Pour Baranovski, cet épisode se termine par une réprimande sévère, mais le 4 octobre 1933 il finit par être arrêté, et passe trois ans dans les camps de Mariinsk. « Peu après
mon arrivée dans le camp sibérien de la ville de Mariinsk je fus nommé adjoint au chef de la section des constructions. Parmi d'autres travaux je réalisai les plans d'un musée de la vie agricole » (extrait de son autobiographie).
Après sa libération, Baranovski a dû se contenter d'un emploi dans la ville d'Aleksandrov, où il est nommé en qualité d'architecte-restaurateur du musée local qui était à l'époque une filiale du Musée historique d'État. Il s'occupe également de recherche scientifique et de restauration au Kremlin d'Alexandrov.
On lui doit encore la restauration de la Cathédrale Notre-Dame-de-Kazan de Moscou qui est détruite pour des raisons idéologiques en 1936 après son retour des camps.
En 1943 l'église Saints-Pierre-et-Paul-sur-Gorodianka a été détruite lors des combats pour la libération de la ville de Smolensk des forces armées allemandes. En 1962-1963 c'est Piotr Baranovski qui dirige la restauration de cet édifice pré-mongol de la Rus'.  

## Musée Andreï Roublev
En février 1947, lors d'une réunion conjointe de la section d'architecture et de celle de peinture de l'Académie d'histoire de l'art d'URSS, Baranovski présente un exposé sur sa découverte d'un document établi au XVIIIe siècle par l'historien Gerhard Friedrich Müller (1705-1783) sous l'intitulé : « À propos de l'époque et du lieu de sépulture d'Andreï Roublev». Baranovski révèle que cet historien a établi une copie d'une partie de l'inscription figurant sur la pierre tombale de Roublev au monastère Andronikov et présente sa reconstitution personnelle complète du texte. Cette découverte miraculeuse n'entraîne pas la conviction de tous les historiens d'art, et certains de se poser la question de savoir si elle n'a pas servi à sauver le monastère aux yeux des autorités soviétiques et à préserver le monastère de la destruction pure et simple en utilisant le pouvoir médiatique de Roublev aux yeux du peuple russe ,. Cette découverte permet de présenter aux autorités soviétiques un argument de poids pour sauver de la destruction le monastère Andronikov déjà fort délabré et partiellement détruit même. Baranovski et Igor Grabar ont travaillé ensemble à la création d'un musée d'art russe ancien au monastère Andronikov ; la décision officielle est prise en 1947 mais le Musée central de la culture et de la peinture russe ancienne Andreï Roublev n'ouvre ses portes qu'en 1960 (de 1949 à 1960 les collections du musée sont rassemblées sous la direction de David Ilitch Arsenichvili).
Ses collections s'accroissent ensuite rapidement, grâce à des expéditions menées partout en Russie et aussi au transfert d'une collection en provenance du musée d'Histoire de la religion et de l’athéisme.
Piotr Baranovski meurt le 12 juin 1984 à 92 ans à Moscou. Il est inhumé, ensemble avec son épouse Maria Yourievna Baranovskaïa, au Monastère Donskoï à Moscou .

## Travaux après la guerre
Restaurations dues à Baranovski :

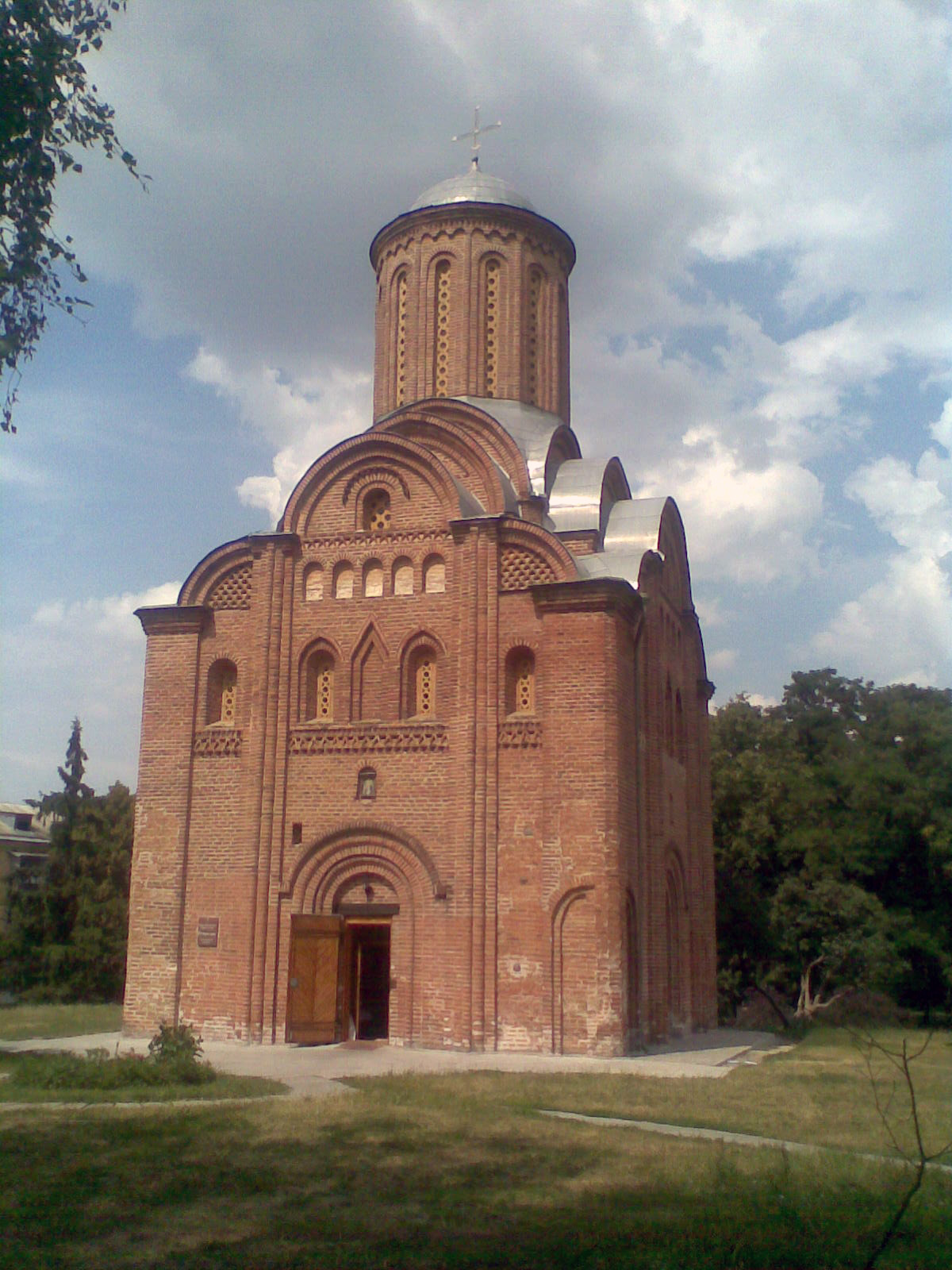
Église de saint-Vendredi (Tchernigov)
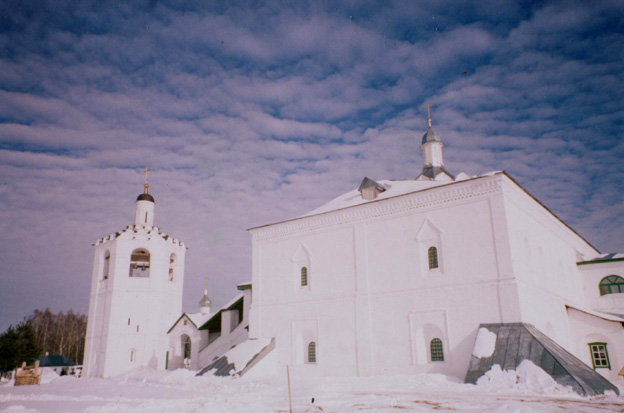
Monastère de la Sainte-Trinité-de-Boldine
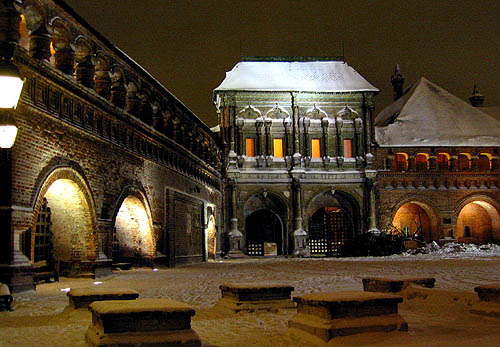
Hôtelerie de Kroutitsy, Moscou